# Konstantinos Oikonomos

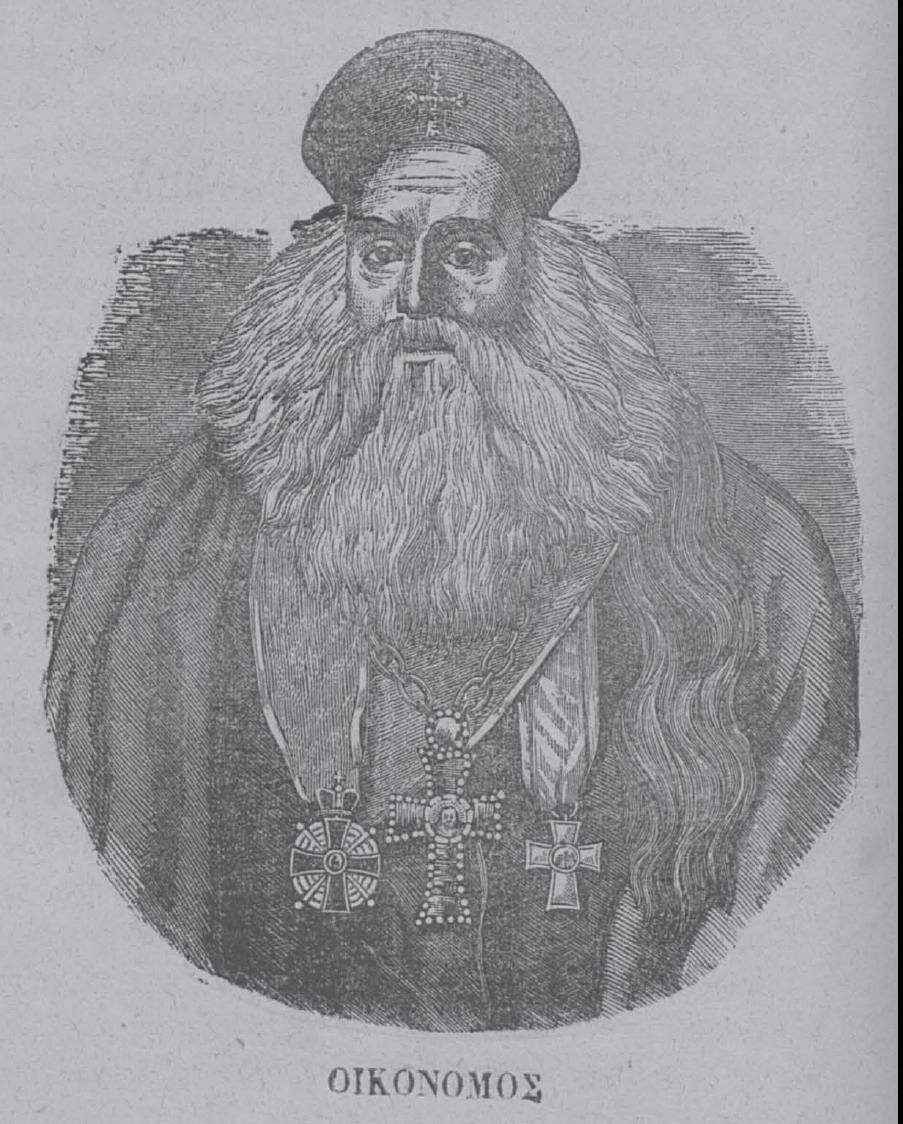
Konstantinos Oikonomos.

Konstantinos Oikonomos (grekiska Κωνσταντίνος Οικονόμος), född den 28 augusti 1780, död den 8 mars 1857, var en grekisk teolog och språkman.
Oikonomos, som under grekiska frihetskriget fick fly undan turkarna, utövade, bosatt i Sankt Petersburg, ett betydande vetenskapligt författarskap i slavisk och grekisk filologi. År 1834 slog han sig ned i det självständiga Greklands första huvudstad, Nafplion. Härifrån utgav han den av honom grundade tidskriften Den evangeliska basunen, organ för hans framgångsrika strävan att bibehålla den grekiska kyrkans strängt ortodoxa teologi obesmittad av alla liberala inflytelser från Västerlandet.